# ハーバート・フライヤー
ハーバート・フライヤー（Herbert Fryer, 1877年5月21日 - 1957年2月7日）は、イギリスのピアノ奏者。

## 生涯
ロンドンのハムステッド地区に住む保険ブローカーの家に生まれ、マーチャント・テイラーズ・スクールに進学したが、そこで音楽と出会い、1893年から王立音楽アカデミーでオスカー・ベリンジャーの薫陶を受け、1895年から王立音楽大学でフランクリン・テイラーに学んだ。1898年にはヴァイマルに留学してフェルッチョ・ブゾーニの指導を受け、その年のうちにロンドンでピアニストとしてデビューを果たしている。
1905年から1914年まで王立音楽アカデミーの教授を務めた後、北米に演奏旅行に出かけ、そのまま1917年まで音楽芸術研究所で教鞭をとった。1917年には帰国して王立音楽大学の教授となり、1947年に退官。その後も個人的に教育活動を継続し、ロンドンで亡くなった。
高名な弟子にはシリル・スミス、コリン・ホースレイ、ジョージ・マルコムのほか、指揮者のリチャード・ボニングなどがいる。